# Валлемани, Джузеппе
Джузеппе Валлемани (итал. Giuseppe Vallemani; 9 июня 1648, Фабриано, Папская область — 15 декабря 1725, Рим, Папская область) — итальянский кардинал, доктор обоих прав. Секретарь Священной Конгрегации обрядов с 17 июня 1690 по 1 октября 1692. Секретарь Священной Конгрегации церковного иммунитета с 1 октября 1692 по 11 декабря 1701. Секретарь Священной Конгрегации церковного иммунитета с 25 февраля 1697 по 7 июня 1706. Титулярный архиепископ Афин с 5 декабря 1701 по 21 ноября 1701. Префект Апостольского дворца с 7 июня 1706 по 1 августа 1707. Кардинал in pectore c 17 мая 1706 по 1 августа 1707. Кардинал-священник с 1 августа 1707, с титулом церкви Санта-Мария-дельи-Анджели-э-деи-Мартири с 28 ноября 1707 по 15 декабря 1725.